# Millénium (roman)
Ne doit pas être confondu avec Millénium (série littéraire).
Pour les articles homonymes, voir Millenium.
Millénium (titre original : Millennium) est un roman de John Varley publié en 1983. Le roman s'appuie sur la nouvelle du même auteur, Raid aérien (en anglais : Air Raid) parue en 1977 pour la première fois dans le magazine de science fiction américain Asimov's Science Fiction.

## Résumé
Des siècles après la collision aérienne entre un DC10 et un Boeing 747 devenant la plus grande catastrophe de l'histoire de l'aviation, des voyageurs temporels venant du futur ont pour but de kidnapper des gens présents dans les avions et promis à une mort certaine.

## Adaptation
En 1989, le live est adapté en film par le réalisateur Michael Anderson sous le nom de Millenium. L'année suivante il remporte le prix de la Canadian Society of Cinematographers dans la catégorie « Meilleure cinématographie pour un long métrage destiné aux salles de cinéma ».